# Holcocera confluentella
Holcocera confluentella é uma espécie de mariposa do gênero Holcocera pertencente à família Coleophoridae.